# IC 4943
IC 4943 — галактика типу E (еліптична галактика) у сузір'ї Телескоп.
Цей об'єкт міститься в оригінальній редакції індексного каталогу.